# Ela Partiu
"Ela partiu" é uma canção de Tim Maia lançada num compacto com a canção "Meus inimigos" em 1976. A trama da música trata de uma mulher que sai da vida de um homem para nunca mais voltar.

## Contexto
A canção foi composta por Tim Maia e o músico carioca Beto Cajueiro, a faixa foi originalmente escrita durante a era racional do Tim Maia, depois que a Geisa deixou ele, mais só gravada depois que o cantor saiser do culto.

## Lançamento
Originalmente lançado como um compacto, que se tornou o único single não racional da gravadora dele e um dos lançamentos mais raros do cantor, a música foi mais tarde colocada no álbum de compilação Tim Maia E Convidados (1976), a música foi também colocada no álbum de compilação americano Nobody Can Live Forever: The Existential Soul of Tim Maia, de 2012. A canção frequentemente aparecia como faixa bônus em CDs piratas dos álbuns da era Racional do Tim Maia até o ponto de algumas pessoas acreditasse que a música era parte dos álbuns da era racional do Tim Maia. A faixa não esta mais presente em serviços de streamings como Spotify e Amazon Music por problemas "de cadastramento feito pelas gravadoras".

## Legando
A música foi sampleada pelo grupo de rap Racionais MC's na música Homem na Estrada no álbum Raio X do Brasil (1993). A música foi regravado pela banda francesa Cotonete no álbum Simone Mazzer & Cotonete.